# Just a Gigolo (film 2019)
Just a Gigolo è un film del 2019 diretto da Olivier Baroux. La pellicola è un remake del film statunitense How to Be a Latin Lover di Ken Marino del 2017.

## Trama
Dopo anni di convivenza con Denise, il gigolò Alex viene licenziato senza preavviso e si ritrova senza casa. Costretto a trasferirsi con la sorella e il nipote, l'uomo ha una sola ossessione: trovare una ricca ereditiera il prima possibile.